# Les Feux du pouvoir
Les Feux du pouvoir est un roman de Jean-Marie Rouart paru le 20 septembre 1977 aux éditions Grasset et ayant reçu le prix Interallié la même année.

## Résumé
Étude de mœurs désabusée de la Ve République.

## Éditions
- Les Feux du pouvoir, Éditions Grasset, 1977  (ISBN 2246005205).